# USS SC-632
USS SC-632 – ścigacz okrętów podwodnych typu SC-497. Służył w United States Navy w czasie II wojny światowej.
Stępkę jednostki położono 23 lutego 1942 roku w Mathis Yacht Building Co. w Camden. Okręt zwodowano 25 czerwca 1942 roku. Wszedł do służby 2 września 1942 roku. Zatonął 16 września 1945 roku w pobliżu wybrzeży Okinawy. Kadłub został zniszczony 9 marca 1948 roku.